# جيمس ألكسندر روبرتسون منزيس
جيمس ألكسندر روبرتسون منزيس هو جراح وفلاح نيوزيلندي، ولد في 21 فبراير 1821، وتوفي في 18 أغسطس 1888.